# Линь Цзяцяо
Линь Цзяця́о (кит. трад. 林家翹, упр. 林家翘, пиньинь Lín Jiāqiáo, 7 июля 1916, Пекин — 13 января 2013, Пекин) — американский учёный в области прикладной математики, почётный профессор Массачусетского технологического института, Заслуженный профессор университета Цинхуа в Пекине (2002).

## Биография
Окончил физический факультет университета Цинхуа (1937). После окончания университета преподавал в нём, ассистент. В 1939 году получил направление на учёбу в Великобританию по программе Боксера. В условиях военного времени (шла Вторая мировая война) отбывшие в США корабли были остановлены Японией и Линь вынужден был вернуться в Китай.
В 1940 году Линь смог уехать в Канаду и начал учиться в Университете Торонто. В 1941 году получил степень магистра в Университете Торонто. Затем продолжил учёбу в США и получил докторскую степень в Калифорнийском технологическом институте в 1944 году, научным руководителем был Теодор фон Карман. Докторская диссертация была посвящена решению задачи, вытекающей из работы Вернера Гейзенберга, об устойчивости параллельных потоков.
Преподавал в Калифорнийском технологическом институте с 1943 по 1945 год и в Университете Брауна с 1945 по 1947 год. В 1947 году поступил в Массачусетский технологический институт, получил должность профессора в 1953 году и звание профессора в 1963 году. Ушёл из Массачусетского технологического института в 1987 году. С 1994 по 2011 год — приглашённый профессор математики в Университете штата Флорида.
Был президентом Общества индустриальной и прикладной математики (СИАМ) с 1972 по 1974 год.
В 2002 году вернулся в университет Цинхуа в Пекине. Там он основал и был почётным директором Чжоу Пэй-Юань Центра прикладной математики (англ. Zhou Pei-Yuan Center for Applied Mathematics) — центра исследований в биологии с использованием математических методов. Активно занимался изучением сворачивания белков — одной из основных интеллектуальных задач в вычислительной молекулярной биологии. Пытался понять механизм процесса быстрого складывания к состоянию равновесия, использовал аналогии с теорией Гейзенберга. Вкладывал в развитие центра личные средства, пожертвовал свою зарплату от китайского правительства, а также средства от продажи части своего имущества в США.
Скончался от сердечной недостаточности.

## Научные интересы
Внёс большой вклад в теорию гидродинамической устойчивости, математическое моделирование турбулентных течений, астрофизику, биологию.

## Награды
- Премия по гидродинамике Американского физического общества (1979, первое награждение)
- Медаль Тимошенко (1975)
- Премия Отто Лапорте Американского физического общества (1973)
- Лекция Джона фон Неймана (1967)